# Ramona (1936)
Ramona é um filme estadunidense de 1936 dirigido por Henry King e estrelado por Loretta Young e Don Ameche. O roteiro se baseia no romance homônimo escrito por Helen Hunt Jackson em 1884. Este foi o primeiro western produzido em Technicolor, assim como o primeiro filme da 20th Century-Fox realizado sob o mesmo processo.

## Produção
Em 18 de setembro de 1934, a Variety anunciou a compra dos direitos de Ramona por Edwin Carewe, que produziu uma versão anterior do romance de Helen Hunt Jackson na Fox, havia também a intensão de filmar uma versão em espanhol, no entanto, o projeto não foi realizado. Em 30 de janeiro de 1935, o The Hollywood Reporter noticiou que Philip Klein e Robert Yost tinham sido convidados a trabalhar na adaptação, mas as suas contribuições para o filme não foram confirmadas. O trabalho de pré-produção do filme começou antes da Twentieth Century-Fox se fundir no verão de 1935, o restante das gravações foram realizadas após a fusão. Em 18 de março de 1935, o The Hollywood Reporter anunciou que John Ford estava escalado para dirigir o filme, enquanto os registros do estúdio indicam que Eugene Forde havia assinado como diretor antes de Henry King. 
Lew Pollack e Paul Francis Webster foram designados para escrever as músicas de Ramona. Entre os atores considerados para o papel de "Alessandro" foram considerados Pietro Gentili, Phillip Reed, Gilbert Roland (que também foi considerado para o papel de "Felipe") e John Boles (que foi liberado do papel quando ele terminou seu contrato com o estúdio). 
Charles Sellon, foi forçado a desistir do filme devido problemas de saúde. De acordo com o The Hollywood Reporter, Frances Dee foi considerada para o papel de "Ramona", que foi originalmente destinado a Rita Hayworth (então conhecida como Rita Cansino) e depois para Loretta Young por escolha de Darryl F. Zanuck, vice presidente da Twentieth Century-Fox, e encarregado de produção. As gravações foram adiadas desde o final de julho, e a Twentieth Century-Fox estava considerando tirar Kent Taylor do elenco (ele havia sido emprestado da Paramount para o papel de "Felipe"), e substituí-lo por "um nome mais importante", no entanto, Taylor fez o papel. O filme foi novamente adiado no final de agosto 1935 por uma doença de Young. Quando ela ainda não estava pronta para começar em meados de outubro 1935, ela foi substituída por Rochelle Hudson. No final de outubro, Zanuck anunciou que o filme iria ser filmado em Technicolor. No momento em que as filmagens começaram em 11 de maio de 1936, Young tinha sido reintegrada no elenco de Ramona.

## Elenco
- Loretta Young ... Ramona
- Don Ameche ... Alessandro
- Kent Taylor ... Felipe Moreno
- Pauline Frederick ... senhora Moreno
- Jane Darwell ... Aunt Ri Hyar
- Katherine DeMille ... Margarita (como Katherine de Mille)
- Victor Kilian ... Father Gaspara
- John Carradine ... Jim Farrar
- J. Carrol Naish ... Juan Can
- Pedro de Cordoba ... padre Salvierderra
- Charles Waldron ... doutor Weaver
- Claire Du Brey ... Marda